# La chiave dell'Apocalisse
La chiave dell'apocalisse (The Doomsday Key) è il sesto romanzo   di James Rollins della serie sulla Sigma Force, scritto nel 2009.

## Trama
Partendo da tre omicidi in tre continenti diversi apparentemente slegati tra loro, si arriva ad indagare su vaghi riferimenti citati nel Domesday Book (il primo censimento sistematico dell'epoca medievale).
Tra simboli preceltici, misteriose viaggiatrici egizie, profezie medievali si scopre la ricorsività di micidiali pestilenze.

## Edizioni in italiano
- James Rollins, La chiave dell'apocalisse: romanzo, traduzione di Gian Paolo Gasperi, Nord, Milano 2010 ISBN 978-88-429-1649-9
- James Rollins, La chiave dell'Apocalisse: romanzo, traduzione di Gian Paolo Gasperi, TEA, Milano 2011 ISBN 978-88-502-2440-1
- James Rollins, La chiave dell'Apocalisse: romanzo, legge Paolo Centa, Centro Internazionale del Libro Parlato, Feltre 2013
- James Rollins, La chiave dell'Apocalisse: romanzo, traduzione di Gian Paolo Gasperi, TEA, Milano 2013 ISBN 978-88-502-3141-6
- James Rollins, La chiave dell'Apocalisse: romanzo, traduzione di Gian Paolo Gasperi, TEA, Milano 2015 ISBN 978-88-502-3830-9
- James Rollins, La chiave dell'apocalisse: romanzo, traduzione di Gian Paolo Gasperi, Nord, Milano 2017  ISBN 978-88-429-3030-3
- James Rollins, La chiave dell'Apocalisse: romanzo, traduzione di Gian Paolo Gasperi, TEA, Milano 2019 ISBN 978-88-502-5558-0